# Sloan Privat
Sloan Privat (Caienna, 24 luglio 1989) è un calciatore francese nato nella Guyana francese, attaccante del Pont-de-Roide.

## Carriera

### FC Sochaux-Montbéliard

#### Stagione 2007-2008
Nella stagione 2007-2008 Sloan Privat entra a far parte della rosa del Sochaux all'età di 18 anni, senza disputare però nessun incontro. In una sola circostanza viene chiamato in panchina, senza entrare: in quella circostanza la sua squadra vinse 1-0 in casa dell'Auxerre.

#### Stagione 2008-2009
L'anno successivo il giovane attaccante riesce a trovare maggiore spazio ed esordisce il 14 settembre in campionato, nel match pareggiato 1-1 in casa contro il Lilla, match in cui trova anche il suo primo gol da professionista. Il 24 settembre esordisce anche nella Coupe de la Ligue, nel match vinto 1-0 contro l'Olympique Marsiglia. Il 13 dicembre realizza la sua prima doppietta da professionista, nel pareggio interno per 2-2 contro l'SM Caen. Conclude la sua seconda stagione al Sochaux collezionando 15 presenze in campionato e 2 nelle coppe nazionali e realizzando 4 reti in campionato, per un totale di 17 presenze e 4 reti.

#### Stagione 2009-2010
Nella sua terza stagione al Sochaux esordisce in campionato il 22 agosto nel match perso 2-0 in casa del Montpellier. Il 23 settembre esordisce anche nella Coupe de la Ligue, in un'altra sconfitta per i suoi, stavolta per 2-1, in casa del Rennes. Il 17 ottobre realizza il suo primo gol stagionale, in campionato, nel match vinto 2-0 in casa dell'Olympique Lione. Il 23 gennaio esordisce in assoluto nella Coupe de France, dove risulta decisivo siglando il gol del definitivo 1-0 in casa del Neuweg. Conclude la sua terza stagione collezionando 14 presenze in campionato e 3 nelle coppe nazionali, e realizzando 2 reti in campionato e 1 nelle coppe nazionali, per un totale di 17 presenze e 3 reti in stagione.

### Clermont Foot Auvergne 63

#### Stagione 2010-2011
La stagione successiva passa in prestito secco al Clermont. Esordisce con la nuova maglia il 30 luglio, nella Coupe de la Ligue, segnando anche una delle reti, che contribuì alla vittoria per 3-1 contro l'FC Metz. Il 6 agosto esordisce anche in campionato, nel pareggio per 1-1 in casa dell'US Boulogne. Il 13 agosto realizza il suo primo gol in campionato, contro il Digione, match terminato 2-2. L'8 gennaio esordisce pure nella Coupe de France, andando subito a segno, nella vittoria casalinga per 3-1 contro l'FC Metz. Conclude la stagione collezionando in tutto 36 presenze in campionato e 4 nelle coppe nazionali, e realizzando 20 reti in campionato e 2 nelle coppe nazionali, per un totale di 40 presenze e 22 reti stagionali.

### Il ritorno al Sochaux

#### Stagione 2011-2012
Terminato il prestito torna a casa al Sochaux. Fa il suo ritorno il 6 agosto in campionato, nel match pareggiato 2-2 in casa dell'Olympique Marsiglia. Il 18 agosto fa il suo esordio assoluto nelle coppe europee, nel match di Europa League terminato a reti inviolate in casa del Metalist Charkiv. Il 21 agosto segna la sua prima rete stagionale, in campionato, nella vittoria per 2-1 sul campo dell'AS Nancy-Lorraine. Conclude la sua quarta stagione al Sochaux, la prima dal suo ritorno, collezionando in tutto 31 presenze in campionato, 2 nelle coppe europee e 1 nelle coppe nazionali ,e realizzando 5 reti in campionato, per un totale di 34 presenze e 5 reti stagionali.

#### Stagione 2012-2013
Conclude la stagione con 34 presenze e 9 reti, suo massimo con la maglia del Sochaux in Ligue 1.

### Caen
Il 17 giugno 2014 passa dal Gent al Caen per 1.800.000 euro.

## Nazionale

### Francia U21
Il 29 marzo del 2011 esordisce con la Francia U21, nel match vinto 1-0 in casa della Repubblica Ceca U21.